# Druha Liha 2023-2024
La Druha Liha 2023-2024 è stata la 33ª edizione della terza serie del campionato ucraino di calcio. La stagione è iniziata il 6 agosto 2023 e si è conclusa il 26 maggio 2024.

## Novità
La scorsa stagione sono salite in Perša Liha il Nyva Buzova e il Chust. Nessuna formazione è retrocessa dalla Perša Liha 2022-2023, in quanto FSC Mariupol' e Hirnyk-Sport, retrocesse in Druha Liha al termine della passata stagione, sono state successivamente ripescate.
Sono state ammesse dal Campionato Amatoriale Ucraino Lokomotyv Kiev, Družba Myrivka, Skala 1911 Stryj.
Trostjanec' e Kudrivka, inattive nel corso della passata stagione a causa del conflitto russo-ucraino, sono state ammesse a questa edizione del campionato. A queste due formazioni, si sono infine aggiunte Karpaty-2, Ruch-2 L'viv e UCSA.

## Formato
Le tredici squadre si affrontano due volte, per un totale di ventisei giornate, più due turni di riposo. La prima classificata, viene promossa in Perša Liha 2024-2025; la seconda classifica e la terza classificata, invece, disputano uno spareggio promozione-retrocessione contro la terzultima e la quartultima classificata della poule retrocessione della Perša Liha 2023-2024, per contendersi un posto nella seconda serie. Non sono previste retrocessioni.

## Avvenimenti
Il 21 ottobre 2023, tramite i propri canali social, il Vast Mykolaïv annuncia il ritiro dal campionato dopo dieci gare giocate. Il 26 ottobre successivo, il Comitato Disciplinare della federcalcio ucraina esclude ufficialmente la squadra dal campionato. Avendo giocato meno della metà della gare di campionato previste, i risultati sono stati annullati.
Il 5 gennaio 2024, il Metalurh Zaporižžja annuncia il ritiro della sua seconda squadra dal campionato. Avendo giocato oltre la metà delle gare di campionato (16), le restanti partite non disputate verranno assegnate a tavolino alle avversarie.

## Classifica finale
|  | Pos. | Squadra                    | Pt      | G  | V  | N | P  | GF | GS | DR  |
|  | ---- | -------------------------- | ------- | -- | -- | - | -- | -- | -- | --- |
|  | 1.   | Družba Myrivka             | 62      | 26 | 19 | 5 | 2  | 50 | 13 | +37 |
|  | 2.   | UCSA                       | 62      | 26 | 19 | 5 | 2  | 62 | 13 | +49 |
|  | 3.   | Zvjahel'                   | 61      | 26 | 19 | 4 | 3  | 63 | 17 | +46 |
|  | 4.   | Čajka Petropav. Borščahiv. | 51      | 26 | 15 | 6 | 5  | 43 | 18 | +25 |
|  | 5.   | Karpaty-2                  | 39      | 26 | 11 | 6 | 9  | 35 | 39 | -4  |
|  | 6.   | Skala 1911 Stryj           | 38      | 26 | 12 | 2 | 12 | 32 | 33 | -1  |
|  | 7.   | Kudrivka                   | 37      | 26 | 10 | 7 | 9  | 33 | 40 | -7  |
|  | 8.   | Nyva Vinnycja              | 36      | 26 | 9  | 9 | 8  | 36 | 35 | +1  |
|  | 9.   | Ruch-2 L'viv               | 34      | 26 | 9  | 7 | 10 | 29 | 36 | -7  |
|  | 10.  | Lokomotyv Kiev             | 28      | 26 | 7  | 7 | 12 | 34 | 43 | -9  |
|  | 11.  | Trostjanec'                | 21      | 26 | 5  | 6 | 15 | 23 | 37 | -14 |
|  | 12.  | Real Farma Odessa          | 19      | 26 | 5  | 4 | 17 | 17 | 51 | -34 |
|  | 13.  | Metalurh-2 Zaporižžja      | 16      | 26 | 5  | 1 | 20 | 17 | 44 | -27 |
|  | 14.  | Kremin'-2 Kremenčuk        | 6       | 26 | 1  | 3 | 22 | 11 | 66 | -55 |
|  | ---  | Vast Mykolaïv              | Escluso | –  | –  | – | –  | –  | –  | –   |

Legenda:
      Promosso in Perša liha 2024-2025.
  Partecipa allo spareggio promozione-retrocessione.
      Esclusa a campionato in corso.
Note:
Tre punti a vittoria, uno a pareggio, zero a sconfitta.
In caso di arrivo di due o più squadre a pari punti, la graduatoria verrà stilata secondo la classifica avulsa tra le squadre interessate.

## Risultati
|                            | Čaj  | Dru  | Kar  | Kre  | Kud  | Lok  | Met  | Nyv  | Rea  | Ruc  | Ska  | Tro  | UCS  | Zvj  |
| -------------------------- | ---- | ---- | ---- | ---- | ---- | ---- | ---- | ---- | ---- | ---- | ---- | ---- | ---- | ---- |
| Čajka Petropav. Borščahiv. | –––– | 1-0  | 1-3  | 5-0  | 1-1  | 2-0  | 3-0  | 0-0  | 1-0  | 2-1  | 2-0  | 3-0  | 1-3  | 2-2  |
| Družba Myrivka             | 1-1  | –––– | 5-2  | 2-0  | 0-0  | 3-1  | 9-1  | 2-0  | 2-0  | 1-1  | 0-1  | 2-0  | 2-1  | 1-1  |
| Karpaty-2                  | 0-4  | 0-5  | –––– | 0-0  | 2-3  | 3-2  | 3-1  | 0-0  | 2-1  | 1-2  | 2-1  | 1-0  | 0-2  | 0-2  |
| Kremin'-2 Kremenčuk        | 0-3  | 0-2  | 0-0  | –––– | 0-1  | 0-3  | 1-2  | 0-5  | 1-2  | 1-1  | 0-1  | 1-0  | 0-1  | 0-7  |
| Kudrivka                   | 1-0  | 0-3  | 1-2  | 4-2  | –––– | 3-0  | +:-  | 1-1  | 3-1  | 0-1  | 1-2  | 1-1  | 1-7  | 0-4  |
| Lokomotyv Kiev             | 1-1  | 2-3  | 1-1  | 3-1  | 0-0  | –––– | 0-2  | 2-1  | 5-0  | 0-1  | 2-0  | 2-1  | 0-0  | 0-2  |
| Metalurh-2 Zaporižžja      | -:+  | -:+  | -:+  | 2-1  | 1-2  | 1-3  | –––– | 0-2  | -:+  | -:+  | 3-2  | 1-1  | 0-2  | 0-5  |
| Nyva Vinnycja              | 0-1  | 1-1  | 1-4  | 2-0  | 1-0  | 2-1  | +:-  | –––– | 2-0  | 2-1  | 2-2  | 1-1  | 1-3  | 4-7  |
| Real Farma Odessa          | 1-1  | 0-1  | 1-1  | 2-1  | 0-1  | 4-1  | 2-0  | 0-4  | –––– | 0-0  | 0-2  | 0-2  | 1-1  | 0-3  |
| Ruch-2 L'viv               | 0-3  | 0-1  | 0-5  | 2-0  | 2-2  | 2-2  | 8-2  | 1-1  | 1-0  | –––– | 2-0  | 0-0  | 0-2  | 1-2  |
| Skala 1911 Stryj           | 2-1  | 0-1  | 1-2  | 4-0  | 4-3  | 4-1  | +:-  | 0-0  | 2-1  | 1-2  | –––– | 1-0  | 0-1  | 1-3  |
| Trostjanec'                | 0-2  | 0-1  | 2-0  | 2-1  | 1-3  | 1-1  | 0-1  | 1-1  | 6-1  | 3-0  | 0-1  | –––– | 0-3  | 0-1  |
| UCSA                       | 2-1  | 0-1  | 1-1  | 8-1  | 3-0  | 1-1  | +:-  | 3-1  | 4-0  | 4-0  | 3-0  | 4-0  | –––– | 1-1  |
| Zvjahel'                   | 0-1  | 0-1  | 2-0  | 2-0  | 1-1  | 4-0  | +:-  | 4-1  | 4-0  | 1-0  | 1-0  | 4-1  | 0-2  | –––– |

## Spareggio promozione-retrocessione
|                     | Risultati |                     | Luogo e data              |
| ------------------- | --------- | ------------------- | ------------------------- |
| Chust               | 1 - 1     | Zvjahel'            | Chust, 1º giugno 2024     |
| Zvjahel'            | 1 - 0     | Chust               | Zvjahel', 8 giugno 2024   |
|                     |           |                     |                           |
| UCSA                | 3 - 1     | Metalurh Zaporižžja | Kiev, 1º giugno 2024      |
| Metalurh Zaporižžja | 0 - 4     | UCSA                | Zaporižžja, 8 giugno 2024 |

## Statistiche

### Classifica marcatori
| Gol |  |  | Giocatore        | Squadra                    |
| --- |  |  | ---------------- | -------------------------- |
| 17  |  |  | Artur Zahorul'ko | Nyva Vinnycja              |
| 15  |  |  | Denys Ndukve     | Zvjahel'                   |
| 12  |  |  | Bohdan Semenec'  | Čajka Petropav. Borščahiv. |
| 11  |  |  | Vavá             | UCSA                       |
| 11  |  |  | Ivan Somov       | Družba Myrivka             |
| 10  |  |  | Serhij Barsukov  | Real Farma Odessa          |
| 9   |  |  | Gabriel Goulart  | UCSA                       |